# Bank of Dongguan Basketball Center
Bank of Dongguan Basketball Center (chiń. 东莞银行篮球中心) – hala widowiskowo-sportowa w Dongguan, w Chinach. Została otwarta 31 sierpnia 2014 roku. Może pomieścić 14 730 widzów. Swoje spotkania rozgrywają w niej koszykarze klubu Guangdong Southern Tigers.
Budowa nowej hali widowiskowo-sportowej w Dongguan rozpoczęła się 28 września 2009 roku, a jej otwarcie miało miejsce 31 sierpnia 2014 roku. Projekt areny wykonała pracownia architektoniczna gmp Architekten. Obiekt przystosowany jest do organizacji różnych imprez sportowych i pozasportowych, jednak jego głównym przeznaczeniem jest koszykówka. W hali regularnie swoje spotkania rozgrywają koszykarze utytułowanego zespołu Guangdong Southern Tigers (przed jej otwarciem występujący w Dongguan Gymnasium). Dongguan znany jest zresztą jako miasto koszykówki, nie tylko za sprawą silnej drużyny, ale też dużej popularności, jaką ta dyscyplina cieszy się wśród mieszkańców, czy też nadzwyczajnej ilości boisk do koszykówki. W obrębie areny można znaleźć wiele motywów nawiązujących do koszykówki, m.in. ustawiony przed halą pomnik przedstawiający piłkę do koszykówki i wyciągnięte ręce walczących o nią zawodników.
Od otwarcia sponsorem tytularnym obiektu był Dongfeng Nissan. Pod koniec 2019 roku nowym sponsorem został Bank of Dongguan.
W 2015 roku obiekt gościł turniej badmintonowy Sudirman Cup. W 2019 roku hala była jedną z aren koszykarskich mistrzostw świata.